# Ubeskyttet sex
Ubeskyttet sex er når man dyrker sex uden beskyttelse som kondom, p-piller osv.